# Xinlin
Xinlin är ett distrikt i Daxing'anling i Heilongjiang-provinsen i nordöstra Kina.